# Пенкіно (Архангельська область)
Пенкіно (рос. Пенкино) — село в Вілегодському районі Архангельської області Російської Федерації.
Населення становить 7 осіб. Входить до складу муніципального утворення Вілегодський муніципальний округ.

## Історія
До 2020 року входихо до складу муніципального утворення Нікольське муніципальне утворення.

## Населення
| 2002 | 2010 | 2012 |
| ---- | ---- | ---- |
| 7    | ↘3   | ↗7   |